# Klíčový druh

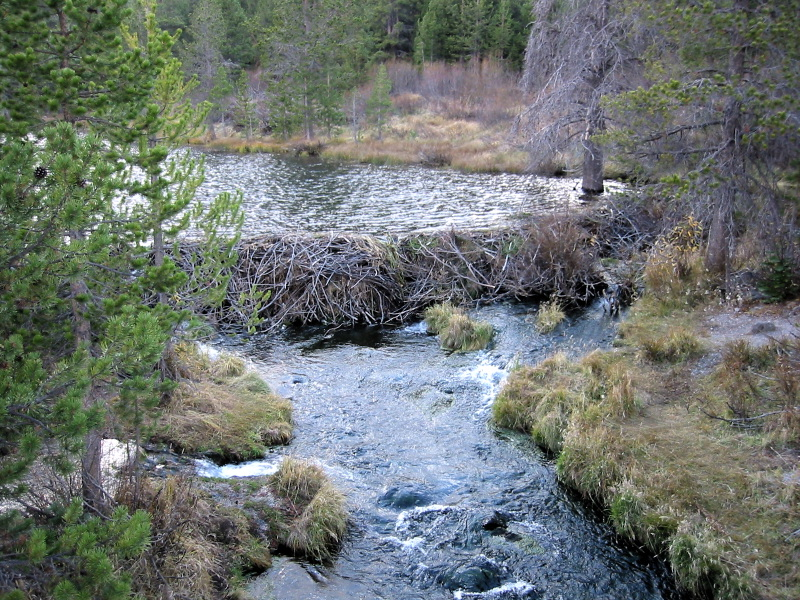
bobří hráz

Klíčový druh je druh, který hraje klíčovou roli v ekosystému a jehož vymření (případně i jen výrazné zredukování početního stavu) může rozvrátit existující ekosystém či biotop. Často se jedná o dominantní rostlinné druhy, jejich opylovače nebo některé predátory. Jedním z klasických příkladů je vydra mořská (Enhydra lutris), která je klíčový druh v příbřežních porostech mořského dna. Po prudkém poklesu její populace v důsledku systematického lovu došlo k přemnožení ježovek, kterými se vydra mořská živí, kteréžto následně spásly rostlinný pokryv až na holé dno.